# Zápas na Letních olympijských hrách 1956
Zápas na letních olympijských hrách 1956 svedl do bojů o medaile 173 zápasníků ze 30 zemí. Ti se utkali o 16 sad medailí v osmi váhových kategoriích ve volném stylu a v osmi v řecko-římském.

## Medailisté

### Volný styl
| Kategorie                        | Zlato                                       | Stříbro                                     | Bronz                                      |
| -------------------------------- | ------------------------------------------- | ------------------------------------------- | ------------------------------------------ |
| Muší váha (52 kg) detaily        | Mirian Calkalamanidze · Sovětský svaz (URS) | Mohammadalí Chodžastepur · Írán (IRI)       | Hüseyin Akbaş · Turecko (TUR)              |
| Bantamová váha (57 kg) detaily   | Mustafa Dağıstanlı · Turecko (TUR)          | Mehdí Jagúbí · Írán (IRI)                   | Michail Šachov · Sovětský svaz (URS)       |
| Pérová váha (62 kg) detaily      | Šózó Sasahara · Japonsko (JPN)              | Jef Mewis · Belgie (BEL)                    | Erkki Penttilä · Finsko (FIN)              |
| Lehká váha (67 kg) detaily       | Emámalí Habíbí · Írán (IRI)                 | Šigeru Kasahara · Japonsko (JPN)            | Alimbek Bestajev · Sovětský svaz (URS)     |
| Welterová váha (73 kg) detaily   | Micuo Ikeda · Japonsko (JPN)                | İbrahim Zengin · Turecko (TUR)              | Vachtang Balavadze · Sovětský svaz (URS)   |
| Střední váha (79 kg) detaily     | Nikola Stančev · Bulharsko (BUL)            | Daniel Hodge · Spojené státy americké (USA) | Giorgi Schirtladze · Sovětský svaz (URS)   |
| Lehká těžká váha (87 kg) detaily | Golamrezá Tachtí · Írán (IRI)               | Boris Kulajev · Sovětský svaz (URS)         | Peter Blair · Spojené státy americké (USA) |
| Těžká váha (+87 kg) detaily      | Hamit Kaplan · Turecko (TUR)                | Jusein Mechmedov · Bulharsko (BUL)          | Taisto Kangasniemi · Finsko (FIN)          |

### Řecko-římský zápas
| Kategorie                        | Zlato                                      | Stříbro                                            | Bronz                                 |
| -------------------------------- | ------------------------------------------ | -------------------------------------------------- | ------------------------------------- |
| Muší váha (52 kg) detaily        | Nikolaj Solovjov · Sovětský svaz (URS)     | Ignazio Fabra · Itálie (ITA)                       | Dursun Ali Erbaş · Turecko (TUR)      |
| Bantamová váha (57 kg) detaily   | Konstantin Vyrupajev · Sovětský svaz (URS) | Edvin Vesterby · Švédsko (SWE)                     | Francisc Horvat · Rumunsko (ROU)      |
| Pérová váha (62 kg) detaily      | Rauno Mäkinen · Finsko (FIN)               | Imre Polyák · Maďarsko (HUN)                       | Roman Dzneladze · Sovětský svaz (URS) |
| Lehká váha (67 kg) detaily       | Kyösti Lehtonen · Finsko (FIN)             | Rıza Doğan · Turecko (TUR)                         | Gyula Tóth · Maďarsko (HUN)           |
| Welterová váha (73 kg) detaily   | Mithat Bayrak · Turecko (TUR)              | Vladimir Manějev · Sovětský svaz (URS)             | Per Berlin · Švédsko (SWE)            |
| Střední váha (79 kg) detaily     | Givi Kartozija · Sovětský svaz (URS)       | Dimitar Dobrev · Bulharsko (BUL)                   | Rune Jansson · Švédsko (SWE)          |
| Lehká těžká váha (87 kg) detaily | Valentin Nikolajev · Sovětský svaz (URS)   | Petko Sirakov · Bulharsko (BUL)                    | Karl-Erik Nilsson · Švédsko (SWE)     |
| Těžká váha (+87 kg) detaily      | Anatolij Parfjonov · Sovětský svaz (URS)   | Wilfried Dietrich · Tým sjednoceného Německa (EUA) | Adelmo Bulgarelli · Itálie (ITA)      |

## Přehled medailí
| Pořadí | Země                           | Zlato | Stříbro | Bronz | Celkově |
| ------ | ------------------------------ | ----- | ------- | ----- | ------- |
| 1      | Sovětský svaz (URS)            | 6     | 2       | 5     | 13      |
| 2      | Turecko (TUR)                  | 3     | 2       | 2     | 7       |
| 3      | Írán (IRI)                     | 2     | 2       | 0     | 4       |
| 4      | Japonsko (JPN)                 | 2     | 1       | 0     | 3       |
| 5      | Finsko (FIN)                   | 2     | 0       | 2     | 4       |
| 6      | Bulharsko (BUL)                | 1     | 3       | 0     | 4       |
| 7      | Švédsko (SWE)                  | 0     | 1       | 3     | 4       |
| 8      | Itálie (ITA)                   | 0     | 1       | 1     | 2       |
| 8      | Maďarsko (HUN)                 | 0     | 1       | 1     | 2       |
| 8      | Spojené státy americké (USA)   | 0     | 1       | 1     | 2       |
| 11     | Belgie (BEL)                   | 0     | 1       | 0     | 1       |
| 11     | Tým sjednoceného Německa (EUA) | 0     | 1       | 0     | 1       |
| 13     | Rumunsko (ROU)                 | 0     | 0       | 1     | 1       |
| Celkem | Celkem                         | 16    | 16      | 16    | 48      |